# Reena Kumari
Reena Kumari, född 15 januari 1984, är en indisk bågskytt. Hon deltog vid olympiska sommarspelen 2004.